# Municipio de Springwells (Míchigan)
El Municipio de Springwells es un municipio civil desaparecido en el Condado de Wayne, en el estado estadounidense de Míchigan. Todo el territorio ahora se incorpora como parte de las ciudades de Detroit y Dearborn. 

## Historia
El municipio de Springwells se formó por un acto del gobernador territorial Lewis Cass el 5 de enero de 1818, pero los límites no se designaron firmemente hasta 1827. El municipio recibió su nombre por las numerosas fuentes naturales de la zona. Anteriormente, los exploradores franceses habían llamado a la zona "Belle-Fontaine", que en francés significa "Hermosa Fuente". En 1815, la "colina de arena en Springwells" fue el sitio de la firma del Tratado de Springwells, al que asistió el futuro presidente de los Estados Unidos William Henry Harrison. 
En 1842, el Ejército de los EE. UU. comenzó la construcción de Fort Wayne en el río Detroit, que ahora figura en el Registro Nacional de Lugares Históricos. 
Particionado muchas veces, en la década de 1850, el Municipio de Springwells limitaba con Detroit al este, el Municipio de Greenfield al norte, el Municipio de Redford al noroeste, el Municipio de Dearborn al oeste, el Municipio de Ecorse al sur y el río Detroit al este. 
Según la investigación del autor Richard Bak, hubo una serie de muertes sin resolver en la década de 1880 que ocurrieron bajo circunstancias sospechosas. Estos eventos han quedado en gran parte olvidados, pero se encuentran entre los mayores crímenes sin resolver del Condado de Wayne de todos los tiempos.

## Asentamientos del antiguo Municipio de Springwells
- Delray - El pueblo de Delray existió en 1903.[2] Fue anexado por la ciudad de Detroit en 1906.
- Fort Wayne - área circundante anexada por la ciudad de Detroit en 1885.
- Springwells - se convirtió en una aldea en 1919, una ciudad en 1924, renombrada Fordson en 1925, consolidada con Dearborn en 1928.
- Woodmere: El pueblo de Woodmere existió en 1903, y estaba ubicado cerca del cementerio Woodmere de 250 acres que se había establecido después de la guerra civil estadounidense. Fue anexado por la ciudad de Detroit en 1906.

## Cronología histórica

### Exploración europea y colonización
- 1603: franceses reclaman el territorio no identificado en esta región, nombrándolo Nueva Francia.
- 24 de julio de 1701: Antoine de la Mothe Cadillac y sus soldados aterrizan por primera vez en lo que ahora es Detroit.
- 29 de noviembre de 1760: británicos toman el control de la zona desde Francia.
- 1780: Pierre Dumais limpia la granja cerca de lo que hoy es la calle Morningside en Dearborn's South End.

### Historia primeriza de los Estados Unidos
- 1783 - Según los términos del Tratado de París que pone fin a la Guerra Revolucionaria Americana, Gran Bretaña cede el territorio al sur de los Grandes Lagos a los Estados Unidos, aunque los británicos conservan el control práctico del área de Detroit y varios otros asentamientos hasta 1797.
- 1787 - El territorio de los Estados Unidos al norte y al oeste del río Ohio se proclama oficialmente como el Territorio del Noroeste.
- 26 de diciembre de 1791 - Los alrededores de Detroit se convierten en parte del condado de Kent, Ontario.
- 1796 - El Condado de Wayne se forma por la proclamación del gobernador en funciones del Territorio del Noroeste. Su área original es de 2 000 000 millas cuadradas (5 180 000 km²)    , que se extiende desde Cleveland, Ohio, hasta Chicago, Illinois, y al noroeste hasta Canadá.
- 7 de mayo de 1800: el Territorio de Indiana, creado fuera de parte del Territorio del Noroeste, aunque la mitad oriental de Míchigan, incluida el área de Dearborn, no se unió al Territorio de Indiana hasta que Ohio fue admitido como estado en 1803.
- 11 de enero de 1805 - Territorio de Míchigan creado oficialmente de una parte del Territorio de Indiana.
- 11 de junio de 1805 - El fuego destruye la mayor parte de Detroit.
- 15 de noviembre de 1815 - Se vuelven a dibujar los límites del condado de Wayne, el condado se divide en 18 municipios.
- 5 de enero de 1818 - Municipio de Springwells establecido por el gobernador Lewis Cass.
- 23 de octubre de 1824 - Municipio de Bucklin creado por el gobernador Lewis Cass. El área se extendía desde Greenfield hasta aproximadamente Haggerty y desde Van Born hasta Eight Mile.
- 1826 - Conrad Ten Eyck construye Ten Eyck Tavern en Michigan Avenue y Rouge River.
- 1827 - Los límites del condado de Wayne cambiaron a sus actuales 615 millas cuadradas (1593 km²).
- 12 de abril de 1827 - Los municipios de Springwells y Bucklin organizados formalmente y presentados por acto gubernativo.
- 29 de octubre de 1829 - el Municipio de Bucklin se dividió a lo largo de lo que hoy es Inkster Road en los municipios de Nankín (mitad oeste) y Pekín (mitad este).
- 21 de marzo de 1833: el municipio de Pekín pasó a llamarse municipio de Redford .
- 31 de marzo de 1833 - el Municipio de Greenfield creado a partir de las secciones norte y oeste del Municipio de Springwells, incluido lo que hoy es hoy este Dearborn.
- 1 de abril de 1833: se crea el Municipio de Dearborn a partir de la mitad sur del municipio de Redford al sur de Bonaparte Avenue (Joy Road).
- 23 de octubre de 1834 - el Municipio de Dearborn se renombró como Municipio de Bucklin.
- 26 de marzo de 1836 - el Municipio de Bucklin se renombró como Municipio de Dearborn.
- 26 de enero de 1837 - Míchigan admitió a la Unión como el estado número 26. Stevens T. Mason es el primer gobernador.
- 1837 - El ferrocarril central de Míchigan se extiende a través del municipio de Springwells. Hamlet of Springwells se eleva a lo largo del ferrocarril.
- 5 de abril de 1838 - Se incorpora el pueblo de Dearbornville. La aldea luego no se incorporó el 11 de mayo de 1846.
- 1849 Detroit anexa el municipio de Springwells al este de la calle Brooklyn.
- 2 de abril de 1850: el Municipio de Greenfield anexa otra sección del Municipio de  Springwells.
- 12 de febrero de 1857 - Detroit anexa el municipio de Springwells al este de Grand Boulevard.
- 25 de marzo de 1873: el Municipio de Springwells se anexa la sección posterior del Municipio de Greenfield al sur de Tireman.
- 28 de mayo de 1875 - El director general de correos cambia el nombre de la oficina de correos de Dearbornville a la oficina de correos de Dearborn, por lo tanto, cambia el nombre de la ciudad.
- 1875 - Detroit anexa otra sección del municipio de Springwells.
- 20 de junio de 1884: Detroit anexa el municipio de Springwells al este de Livernois.

### Incorporación como pueblo
- 24 de marzo de 1893: se incorpora el pueblo de Dearborn.
- 1906: Detroit anexa otra sección del municipio de Springwells.
- 1916: Detroit se anexiona más del municipio de Springwells, formando el límite este de Dearborn.
- 9 de diciembre de 1919: el municipio de Springwells se incorpora como el pueblo de Springwells.
- 16 de octubre de 1922: el municipio de Springwells (¿pueblo?) Anexa una pequeña sección del municipio de Dearborn al este de la actual Greenfield Road.
- 27 de diciembre de 1923: los votantes aprueban la incorporación de la Ciudad de Springwells. Se convirtió oficialmente en una ciudad el 7 de abril de 1924.
- El 9 de septiembre de 1924: se incorpora el pueblo de Warrendale.
- El 6 de abril de 1925: los votantes de Warrendale y los residentes del municipio de Greenfield restante aprueban la anexión de Detroit.
- 26 de mayo de 1925: el pueblo de Dearborn anexa la mayor parte del municipio de Dearborn.
- 23 de diciembre de 1925: la ciudad de Springwells cambia su nombre a la ciudad de Fordson.
- Las elecciones del 14 de septiembre de 1926 aprueban la incorporación de la aldea de Inkster desde una parte oriental del municipio de Nankín y una parte occidental del municipio de Dearborn, lo que hace que la parte no incorporada del municipio de Dearborn se separe en dos secciones no conectadas.

### Formación del barrio histórico de Dearborn's Springwells Park
El 14 de febrero de 1927, los residentes del Pueblo de Dearborn votaron para convertirse en una ciudad. El año siguiente, el 12 de junio de 1928, los votantes aprobaron la consolidación de la Ciudad de Dearborn (población 9.000), la Ciudad de Fordson (población 33.000) y parte del municipio de Dearborn consolidado en la Ciudad de Dearborn. El 9 de enero de 1929 Clyde M. Ford fue elegido como el primer alcalde de Dearborn. El histórico vecindario de Springwells Park fue establecido en 1939 por Edsel B. Ford para proporcionar a los ejecutivos de la compañía y a los trabajadores automotrices alojamientos de lujo. 

## Personas destacadas
- Eddie Cicotte, lanzador de béisbol y miembro de los Medias Negras que lanzó la Serie Mundial de 1919.